# Perut
Perut ili prhut stanje je kože koje uglavnom pogađa vlasište. Simptomi uključuju ljuštenje i ponekad blagi svrbež. To može rezultirati problemima sa samopoštovanjem. Teži oblik stanja, koji uključuje upalu kože, poznat je pod nazivom seborejski dermatitis.
Uzrok je nejasan, ali vjeruje se da uključuje brojne genetske i okolišne čimbenike; stanje se može pogoršati zimi. Nije uzrokovona lošom higijenom, a temeljni mehanizam uključuje pretjerani rast stanica kože. Dijagnoza se temelji na simptomima.
Ne postoji lijek za perut. Protugljivična krema, poput ketokonazola ili salicilne kiseline, može se koristiti za poboljšanje stanja. Šamponi protiv peruti učinkovito su rješenje. Formulirani su tako da djeluju protiv prhuti, odnosno da sprječavaju razmnožavanje mikroorganizama koji je uzrokuju. Zahvaljujući eksolijacijskim agensima, uklanjaju prhut s vlasišta. Prhut pogađa oko polovice odraslih, a muškarci su češće pogođeni od žena. Pogođeni su ljudi u svim dijelovima svijeta. Početak je obično u pubertetu i rjeđi je nakon 50. godine.
Masna perut ili seboroični dermatitis nastaje u obliku masnih i žutih ljuskica na vlasištu koje se potom zalijepe za glavu i kosu. Suha perut nastaje kada se suhe, bijele pahuljice ili ljuskice formiraju na vlasištu i padaju s glave i kose.
Nove su znanstvene spoznaje dokazale da su gljivice Malassezia restricta i Malassezia globosa glavni uzročnik ovog problema. Njihov rast povezan je s povećanim stvaranjem sebuma vlasišta, ali i ubrzanom regeneracijom stanica vlasišta, zbog čega dolazi do specifičnog nastanka prhuti.